# ARCHE Пачатак
«ARCHE Пача́так» — белорусский независимый научный, научно-популярный, общественно-политический и литературно-художественный журнал, позиционирующий себя как свободная трибуна белорусской интеллигенции. Политическая ориентация — либеральная. Помимо текстов, написанных белорусскими авторами, в журнале также выходят переводы работ иностранных историков и общественно-политических деятелей.
По состоянию на 2017 год является одним из трёх белорусских изданий, приглашённых в сеть европейских интеллектуальных журналов «Eurozine» (наравне с «Дзеяслоў»’ом и pARTisan’ом). Выходит с 1998 года. Главный редактор — Валерий Булгаков, основатель — Андрей Дынько. Издаётся на белорусском языке (преимущественно в классической, но также и в официальной орфографии).

## Происхождение названия
Arche (архэ́) — слово греческого происхождения (ἀρχή) со значением «первопричина», «нечто, лежащее в основе».

## Происшествия
25 февраля 2009 года суд Московского района города Бреста признал экстремистским № 7—8 журнала. В связи с этим международная организация «Репортёры без границ», отметив, что административное и судебное преследование журнала «ARCHE» началось с момента его создания в 1997 году, заявила: «Данный случай является плохим предзнаменованием для прогресса в области свободы прессы, на который мы надеялись».